# Zwiebelkuchen

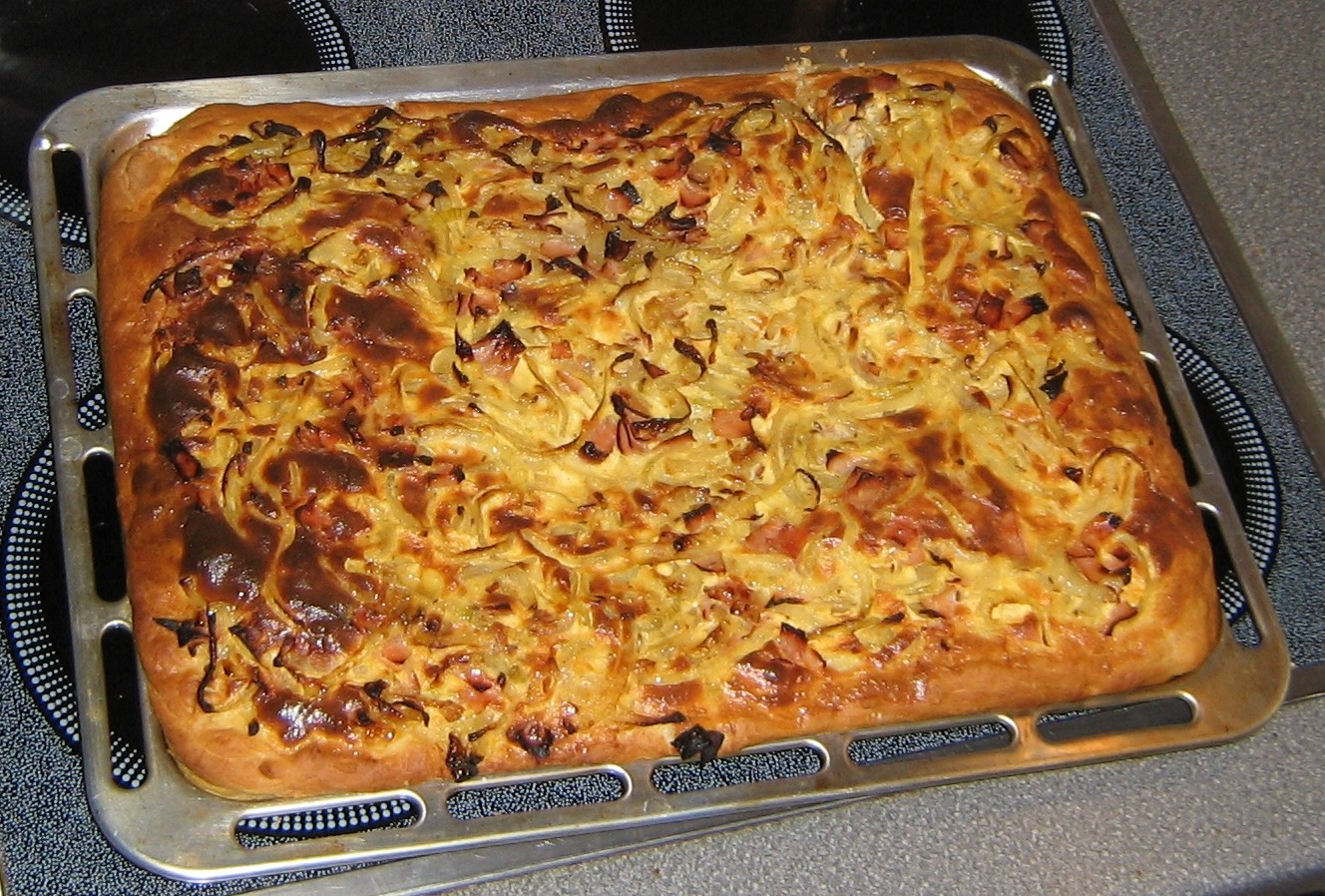
Viereckiger Zwiebelkuchen

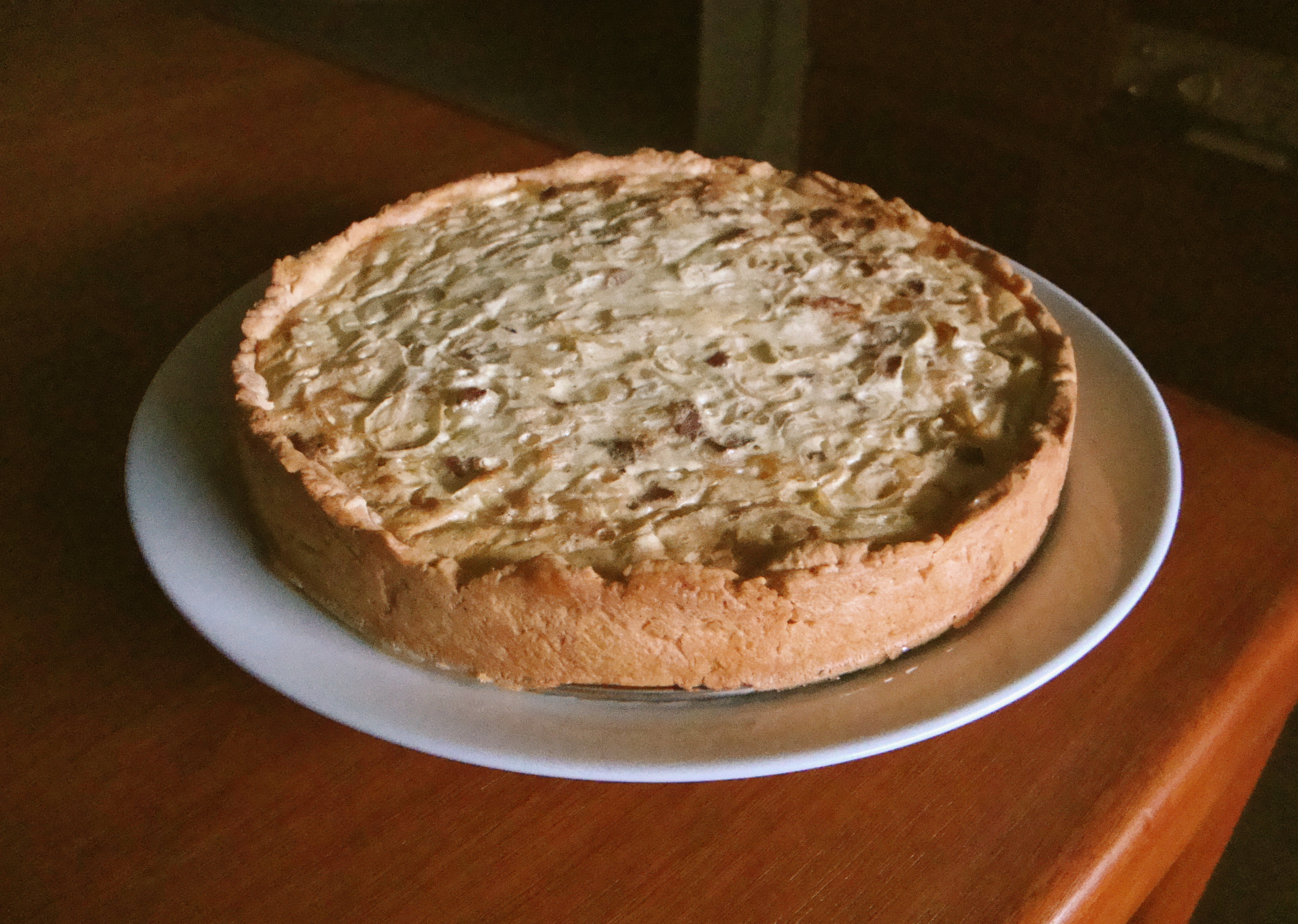
Runder Zwiebelkuchen

Der Zwiebelkuchen ist ein herzhafter Kuchen, der nach seinem hauptsächlichen Belag, den Zwiebeln, benannt ist. Bekannt ist der Kuchen im süddeutschen, ostdeutschen und im schweizerischen Raum sowie im Elsass.

## Varianten

### In Deutschland

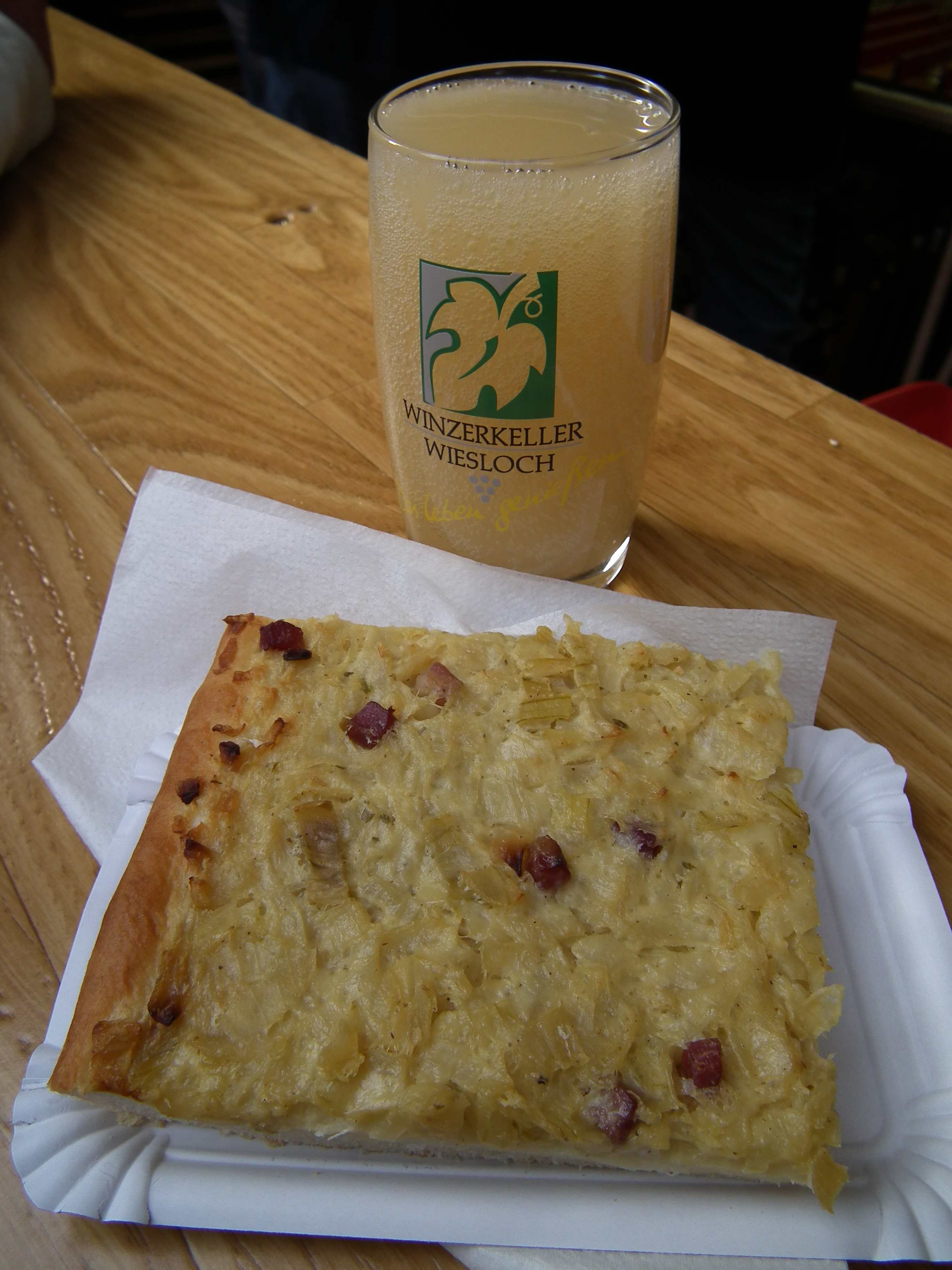
Zwiebelkuchen mit Federweißem

In Deutschland handelt es sich meist um einen viereckigen oder runden Blechkuchen aus Hefeteig oder einen eher der Quiche lorraine vergleichbaren Kuchen auf Basis von Mürbeteig. Neben den Zwiebeln werden für den Belag häufig Sauerrahm oder süße Sahne, Eier und Speckwürfel verwendet.
Im Gegensatz zum Flammkuchen werden die Zwiebeln meist nicht roh verwendet, sondern kleingeschnitten und vor dem Aufbringen auf den Teig in Butter oder im ausgelassenen Fett des für die Auflage verwendeten Specks gedünstet. Anschließend werden sie mit den restlichen Zutaten verrührt und die Masse zuletzt mit Salz und Kümmel abgeschmeckt. Dabei soll der Kümmel zur besseren Bekömmlichkeit des Zwiebelkuchens beitragen.
Vor allem in Sachsen-Anhalt und Sachsen werden weder Zwiebeln noch Speck vorher angebraten, sondern direkt auf den Teig gegeben und dann mit einer Masse aus Ei und Sauerrahm übergossen, welche beim Backen aufgeht. Die rohen Zwiebeln benötigen eine längere Backzeit, der Belag ist deswegen häufig dicker als im süddeutschen Raum üblich.
Vor allem im Herbst beim Weimarer Zwiebelmarkt und bei Weinfesten in deutschen Weinbauregionen – etwa in Württemberg, Baden, an Rhein, Mosel, Saar (dort als Zwiwwelkuche oder Quiche) und Nahe, in der Pfalz, in Hessen oder in Franken – wird Zwiebelkuchen angeboten. Er wird gerne warm gegessen; nach dem Erkalten kann er – auch portionsweise – im Mikrowellengerät wieder auf Temperatur gebracht werden. Als traditioneller Begleiter gilt Neuer Wein, in der Regel Federweißer. Auch Wein, beispielsweise ein trockener Riesling, oder verschiedene Biersorten eignen sich als Begleitgetränk.

### In der Schweiz
In Basel ist Zwiebelkuchen (dort Zwiebelwähe genannt) neben Käsewähe die traditionelle Speise, die den sogenannten Morgestraich und die dreitägige Fasnacht begleitet.
Am Berner Zibelemärit sind Zwiebelkuchen, Berndeutsch Zibelechueche, und Käsekuchen ebenfalls das traditionelle Essen.

### Im Elsass
Im Elsass wird der Zwiebelkuchen französisch tarte à l’oignon genannt, im örtlichen alemannischen Dialekt Zwiwwelkuech.